# Pematang Cengal Barat
Pematang Cengal Barat is een bestuurslaag in het regentschap Langkat van de provincie Noord-Sumatra, Indonesië. Pematang Cengal Barat telt 1612 inwoners (volkstelling 2010).